# Nate Cartmell
Nate Cartmell (n. 13 ianuarie 1883, Kentucky, SUA – d. 23 august 1967, Forest Hills⁠(d), New York, SUA) a fost un atlet american, medaliat olimpic. A participat la 2 ediții ale Jocurilor Olimpice (1904, 1908) în care a câștigat o medalie de aur, două medalii de argint și o medalie de bronz.